# Micrargus herbigradus
Micrargus herbigradus là một loài nhện trong họ Linyphiidae. Chúng được John Blackwall miêu tả năm 1854.